# Renny Ribera
Renny Ribera Vaca (Santa Cruz de la Sierra, 30 de enero de 1974) es un exfutbolista y boliviano. Se desempeñaba como lateral derecho y centrocampista.

## Selección nacional

### Categorías inferiores
Disputó el Sudamericano Sub-20 de 1992.
| Torneo                      | Sede     | Resultado    |
| --------------------------- | -------- | ------------ |
| Sudamericano Sub-20 de 1995 | Colombia | Primera fase |

### Selección absoluta
Ribera debutó con la selección boliviana el 20 de junio de 1999 en un encuentro amistoso ante la selección de Chile en Santiago.
Representó a Bolivia en la Copa América 1999, debutando en competiciones oficiales con la verde el 29 de junio ante Paraguay, encuentro que terminó con empate 0-0. Más tarde ese año jugaría la Copa FIFA Confederaciones en México, anotando uno de los dos goles de su equipo en el empate 2-2 contra Egipto, el 25 de julio en el Estadio Azteca.

### Participaciones en competiciones internacionales
| Copa                           | Sede     | Resultado    | PJ | G |
| ------------------------------ | -------- | ------------ | -- | - |
| Copa América 1999              | Paraguay | Primera fase | 3  | 0 |
| Copa FIFA Confederaciones 1999 | México   | Primera fase | 3  | 1 |

### Goles internacionales
| #  | Fecha               | Sede                                     | Oponente | Marcador | Resultado | Competición                    |
| -- | ------------------- | ---------------------------------------- | -------- | -------- | --------- | ------------------------------ |
| 1. | 25 de julio de 1999 | Estadio Azteca, Ciudad de México, México | Egipto   | 2–1      | 2–2       | Copa FIFA Confederaciones 1999 |

## Clubes
| Club                   | País    | Año         |
| ---------------------- | ------- | ----------- |
| Blooming               | Bolivia | 1996 - 2005 |
| The Strongest (cedido) | Bolivia | 2003        |
| Real Potosí            | Bolivia | 2005        |

## Palmarés

### Títulos nacionales
| Título             | Club          | Año    |
| ------------------ | ------------- | ------ |
| Copa Simón Bolívar | Blooming      | 1996   |
| Primera División   | Blooming      | 1998   |
| Primera División   | Blooming      | 1999   |
| Primera División   | The Strongest | 2003-A |
| Primera División   | The Strongest | 2003-C |